# Бечичи
Бечичи (на сръбски: Бечићи) е курортно градче на брега на Адриатическо море в Черна гора, разположено в община Будва. Населението му според преброяването през 2011 г. е 895 души, от тях: 391 (43,68 %) сърби, 363 (40,55 %) черногорци, 21 (2,34 %) руснаци, 14 (1,56 %) хървати, 6 (0,67 %) бошняци, 6 (0,67 %) германци, 7 (0,78 %) други и 68 (7,59 %) неизвестни.

## Население
Численост на населението според преброяванията през годините:
- 1948 – 43 души
- 1953 – 44 души
- 1961 – 40 души
- 1971 – 84 души
- 1981 – 171 души
- 1991 – 726 души
- 2003 – 771 души
- 2011 – 895 души